# Kobylany (województwo świętokrzyskie)
Kobylany – wieś sołecka w Polsce, położona w województwie świętokrzyskim, w powiecie opatowskim, w gminie Opatów.
W latach 1954–1972 wieś należała i była siedzibą władz gromady Kobylany. W latach 1975–1998 miejscowość położona była w województwie tarnobrzeskim.
Przez miejscowość przebiega droga wojewódzka nr 757.

## Części wsi
| SIMC    | Nazwa     | Rodzaj     |
| ------- | --------- | ---------- |
| 0801510 | Na Łąkach | część wsi  |
| 0801527 | Przecinka | część wsi  |
| 0801540 | Wymysłów  | przysiółek |

## Historia
W XV wieku Kobylany były dziedzictwem Stanisława i Piotra herbu Bibersztein (Długosz L.B. t.I s.318 i t.II s.341) oraz Stanisława i Jakuba herbu Ostoja (Długosz L.B. t.I s.318).
Według spisu miast, wsi, osad Królestwa Polskiego z roku 1827, w Kobylanach były 43 domy i 335 mieszkańców.
W 1883 spisano 67 domów, 562 mieszkańców, 741 mórg ziemi folwarcznej i 763 morgi ziemi należącej do włościan.
Słownik geograficzny Królestwa Polskiego opisuje Kobylany jako folwark i wieś w powiecie opatowskim, gminie Modliborzyce, parafii Strzyżowice. W roku 1883 był tu szpital sióstr miłosierdzia z kaplicą. Wieś ta z folwarkiem Romanów i wsią Wymysłów stanowiły uposażenie szpitala św. Leona w osadzie Kurozwęki. Właścicielem Kobylan był Władysław Rudnicki (urodzony w Krakowie w zamożnej rodzinie Ignacego i Elżbiety z Chrzanowskich), który ukończył studia na Uniwersytecie Jagiellońskim, uzyskując dyplom magistra prawa. Po studiach i podróży po stolicach Europy rozpoczął pracę w Banku Polskim, a następnie był obrońcą przy sądzie warszawskim. 12 lipca 1834 rezygnując z pracy w sądownictwie kupił Kobylany, został dziedzicem i zamieszkał w miejscowym dworze.